# Ekitykimeer
Het Ekitykimeer (Russisch: Озеро Экитыки; Ozero Ekityki; Tsjoektsjisch voor "niet-bevriezend") is een meer in de bovenloop van de rivier de Ekityki (stroomgebied van de Amgoeëma), in het Ekitykigebergte van het Hoogland van Tsjoekotka in het noordoosten van Noordoost-Siberië. Bestuurlijk gezien bevindt zich het in het district Ioeltinski in het noorden van de Russische autonome okroeg Tsjoekotka. Het meer is langgerekt; het is 22 kilometer lang en gemiddeld 2 kilometer breed. Zoals de naam aangeeft, bevriest het meer niet volledig in de winter. Het meer is bekend als de enige plek in Eurazië waar de Prosopium coulterii (een kleine houtingsoort) voorkomt.